# Кріксайд (Кентуккі)
Кріксайд (англ. Creekside) — місто (англ. city) в США, в окрузі Джефферсон штату Кентуккі. Населення — 305 осіб (2010).

## Географія
Кріксайд розташований за координатами 38°17′29″ пн. ш. 85°34′12″ зх. д. / 38.29139° пн. ш. 85.57000° зх. д. (38.291516, -85.570017).  За даними Бюро перепису населення США в 2010 році місто мало площу 0,20 км², уся площа — суходіл.

## Демографія
Згідно з переписом 2010 року, у місті мешкало 305 осіб у 123 домогосподарствах у складі 98 родин. Густота населення становила 1552 особи/км².  Було 125 помешкань (636/км²).
Расовий склад населення:
| - 87,5 % — білих - 7,9 % — чорних або афроамериканців - 2,6 % — азіатів |

До двох чи більше рас належало 1,3 %. Частка іспаномовних становила 1,3 % від усіх жителів.
За віковим діапазоном населення розподілялося таким чином: 19,7 % — особи молодші 18 років, 59,6 % — особи у віці 18—64 років, 20,7 % — особи у віці 65 років та старші. Медіана віку мешканця становила 48,2 року. На 100 осіб жіночої статі у місті припадало 88,3 чоловіків;  на 100 жінок у віці від 18 років та старших — 73,8 чоловіків також старших 18 років.
Середній дохід на одне домашнє господарство  становив 92 083 долари США (медіана — 92 188), а середній дохід на одну сім'ю — 108 035 доларів (медіана — 109 250). Медіана доходів становила 66 250 доларів для чоловіків та 53 125 доларів для жінок. За межею бідності перебувало 6,5 % осіб, у тому числі 16,7 % дітей у віці до 18 років та 0,0 % осіб у віці 65 років та старших.
Цивільне працевлаштоване населення становило 177 осіб. Основні галузі зайнятості: мистецтво, розваги та відпочинок — 20,9 %, освіта, охорона здоров'я та соціальна допомога — 20,3 %, виробництво — 13,6 %, роздрібна торгівля — 10,7 %.